# Tyresö kommun
59°14′N 18°13′Ø / 59.233°N 18.217°Ø
Tyresö kommune ligger i Stockholms län i Södermanland i Sverige. Kommunen ligger ved Østersøens kyst. Kommunens forvaltning ligger i Tyresö centrum; En del af kommunen indgår i Stockholms byområde og hele kommunen indgår i Storstockholm.

## Geografi
Hovedparten af Tyresö kommun ligger på halvøen Södertörn og nogle øer i Østersøen, af hvilke Ägnö og Härsö er de største. Der er en del søer i Tyresö, hvoraf nogle er en del af Tyresåns søsystem. Mod syd ligger Storskogen med indslag af urskov som indgår i Tyresta Nationalpark samt det omkransende Tyresta naturreservat.
Terrænet er typisk for området, sprækkedalslandskab med lave knolde og dale, afvekslende med med småbjerge og hvirvlende fosser ved Uddbyfallet og Follbrinkströmmen, en natur som formedes under istiden. Højeste punkt er Telegrafberget som er 84 m ö.h.
På land grænser Tyresö til Stockholm i nordvest, Nacka i nord og Haninge i syd. Kommunen har søgrænse over Drevviken til Huddinge i vest, og en havsgrænse til Värmdö i mod øst og nordøst.

### Byer
Tyresö kommune har seks byer.

Indb. pr 31. december 2005.
| #  | By            | Indbyggere |
| -- | ------------- | ---------- |
| 1. | Stockholm     | 37.947     |
| 2. | Brevikshalvön | 1.817      |
| 3. | Raksta        | 629        |
| 4. | Gimmersta     | 305        |

- *) Den del af Stockholm som ligger i Tyresö kommune. Stockholm ligger også i følgende kommuner; Järfälla, Botkyrka, Huddinge, Haninge, Danderyd, Sollentuna, Solna, Stockholm, Nacka og Sundbyberg kommun.

## Eksterne kilder eg henvisninger
- Wikimedia Commons har flere filer relateret til Tyresö kommun